# 十七試陸上攻撃機
十七試陸上攻撃機（じゅうななしりくじょうこうげきき）は、川西航空機が大日本帝国海軍向けに計画した陸上攻撃機。実計番号は「K-100」、川西での社内名称は「KX-1」。

## 概要
海軍航空技術廠（空技廠）が開発した陸上爆撃機「銀河」を上回る性能を持つ機体として、1942年（昭和17年）に開発開始。開発経緯については、陸上攻撃機「泰山」の開発難航を受けて軍側が川西に指示したとする説と、川西が自発的に開始したとする説がある。汎用機となった銀河とは異なり、主任務は雷撃とされていたが、ある程度の急降下爆撃にも対応していた。また、最大速度や武装といった一部性能は、海軍が1942年11月に次期攻撃機に求めるものとして提示した必須条件の影響を受けている。試作機の完成は1943年（昭和18年）、実用化は1944年（昭和19年）以降を予定していた。
しかし、搭載が予定されていた中島「護改」（BD）エンジンが完成する見込みが薄く、中島側が開発を中止してしまったこと、さらに海軍が新たに中島へ陸上攻撃機「連山」の試作を発令したことを受け、基本設計が終了した段階で計画は中止され、海軍から略符号を与えられることもなかった。なお、アメリカの書籍には十七試陸攻の略符号を「G9K1」とするものがあるが、根拠は不明である。
機体は、銀河に類似する形状を持つ中翼単葉・全金属製の双発機。主翼は銀河と比較するとやや大型で、川西が独自開発したスロッテッド・フラップを備えるとともに、外翼には上反角がつけられている。搭載エンジンとして「護」を18気筒化した「護改」を選択したため、エンジンナセルは特大のものを装備することが予定されていた。降着装置は尾輪式の引込脚で、3点姿勢を高めることで着陸を容易にすることが企図されていた。搭乗員の座席は串型に配置されている。

## 諸元（計画値）
出典：『日本航空機総集 川西・広廠篇』 159頁、「川西プロジェクト「逆転の翼」進空せず」 147頁、『太平洋戦争日本海軍機』 273,274頁。
- 全長：15.00 m
- 全幅：21.60 m
- 全高：6.07 m
- 主翼面積：64.0 m2
- 自重：8,550 kg
- 搭載量：4,950 kg
- 全備重量：13,500 kg
- エンジン：中島 護改 空冷複列星型18気筒（離昇2,300 hp[3]あるいは2,350 hp[2][8]） × 2
- 最大速度：605 km/h（高度7,600 m時）[8]あるいは606 km/h[2][3]
- 巡航速度：370 km/h
- 実用上昇限度：11,200 m
- 航続距離：5,556 km
- 武装：
  - 20mm旋回機銃 × 2[8]あるいは3[2][3]
  - 800kg魚雷 × 1
- 乗員：4名